# Billstein (montagne)
Pour les articles homonymes, voir Billstein.
 (février 2018).
Le Billstein est une montagne en Namibie culminant à 2 246 m d'altitude. Elle se trouve à environ 40 km au sud de Windhoek.